# Consiglio legislativo (Montserrat)
Il Consiglio Legislativo era l'organo legislativo del microstato Montserrat.
Dopo la riforma del 2011 è stata sostituita con l'Assemblea legislativa (Legislative Assembly of Montserrat).